# Sanikiluaq
Sanikiluaq (inuktitut: ᓴᓂᑭᓗᐊᖅ) – inuicka osada mieszcząca się w północnej części Flaherty Island, w zatoce Hudsona, na wyspach Belchera, w regionie Qikiqtaaluk, Nunavut, Kanada.

## Historia
Osada rozwinęła się we wczesnych latach 70. zastępując Obóz południowy, zlokalizowany w południowej części wyspy.

## Transport
Transport skupia się głównie w południowej części osady, wokół lotniska Sanikiluaq. Linie lotnicze obsługujące lokalne połączenia to Air Inuit oraz Kivalliq Air.